# Ваджрапани

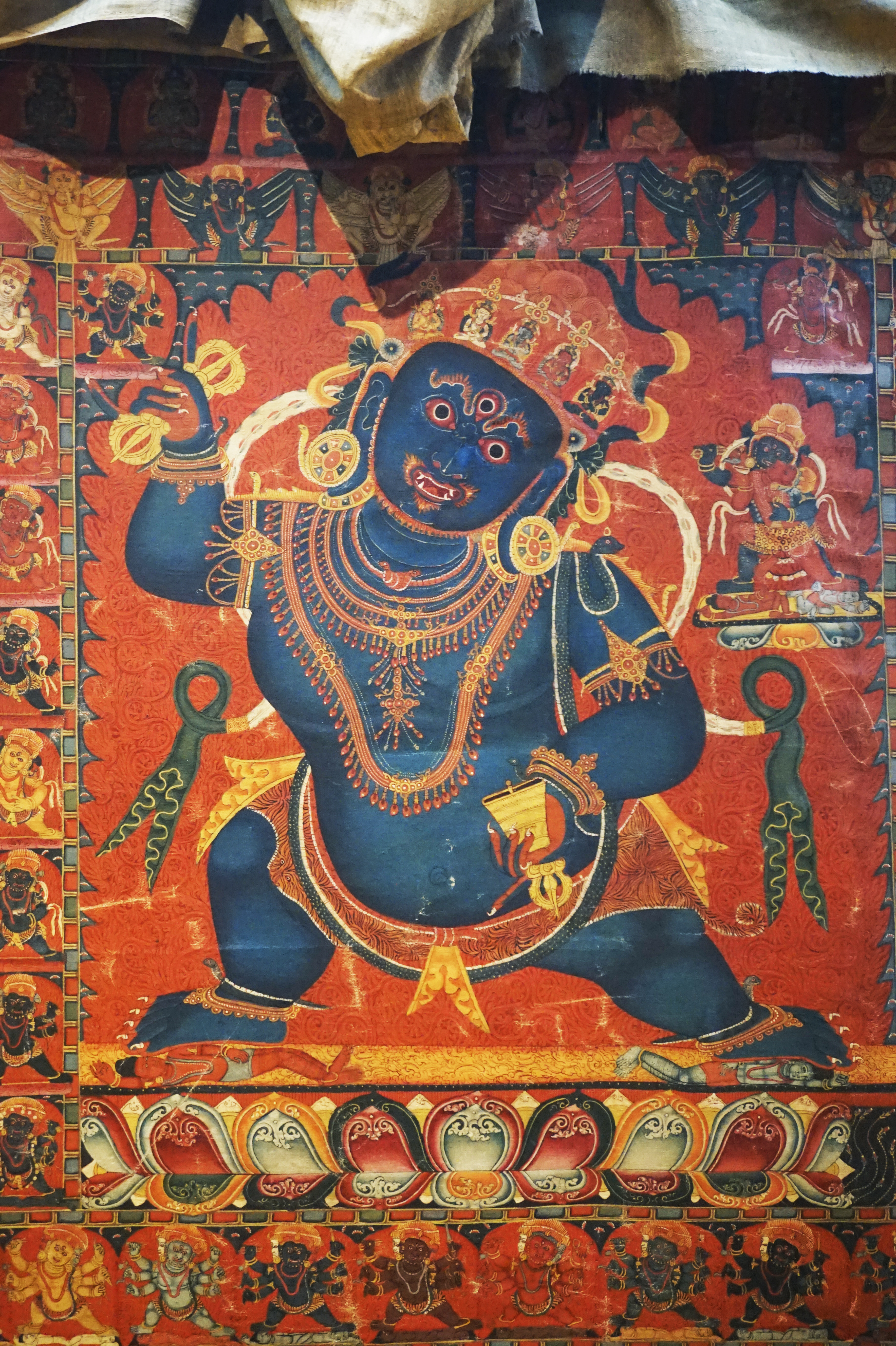
Тибетская танка Ваджрапани в музее Лхасы, Китай

Ваджрапани (санскр. वज्रपाणि, IAST: Vajrapāṇi, от санскр. वज्र, IAST: vajra — «удар молнии» или «алмаз», и पाणि, IAST: pāṇi — «в руке»; то есть «держащий ваджру») — в буддизме махаяны и ваджраяны бодхисаттва. Является защитником Будды и символом его могущества.
Широко распространён в буддийской иконографии как один из трёх божеств-охранителей, окружающих Будду. Каждый из них символизирует одну из добродетелей Будды: Манджушри — проявление мудрости всех Будд, Авалокитешвара — проявление сострадания всех Будд, Ваджрапани — проявление могущества всех Будд.

## Учение

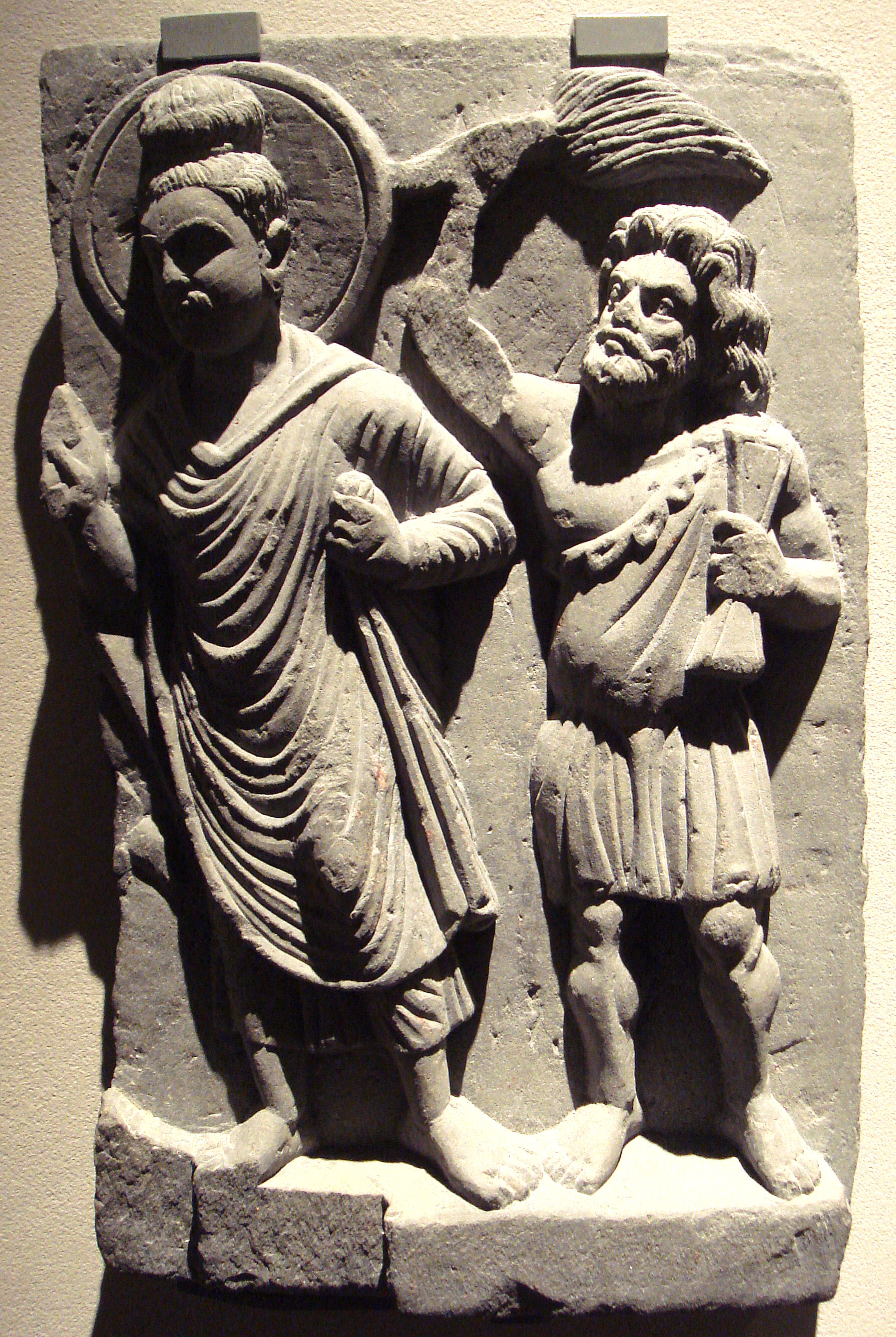
Гаутама Будда и его защитник Ваджрапани. Гандхара, II век н. э.

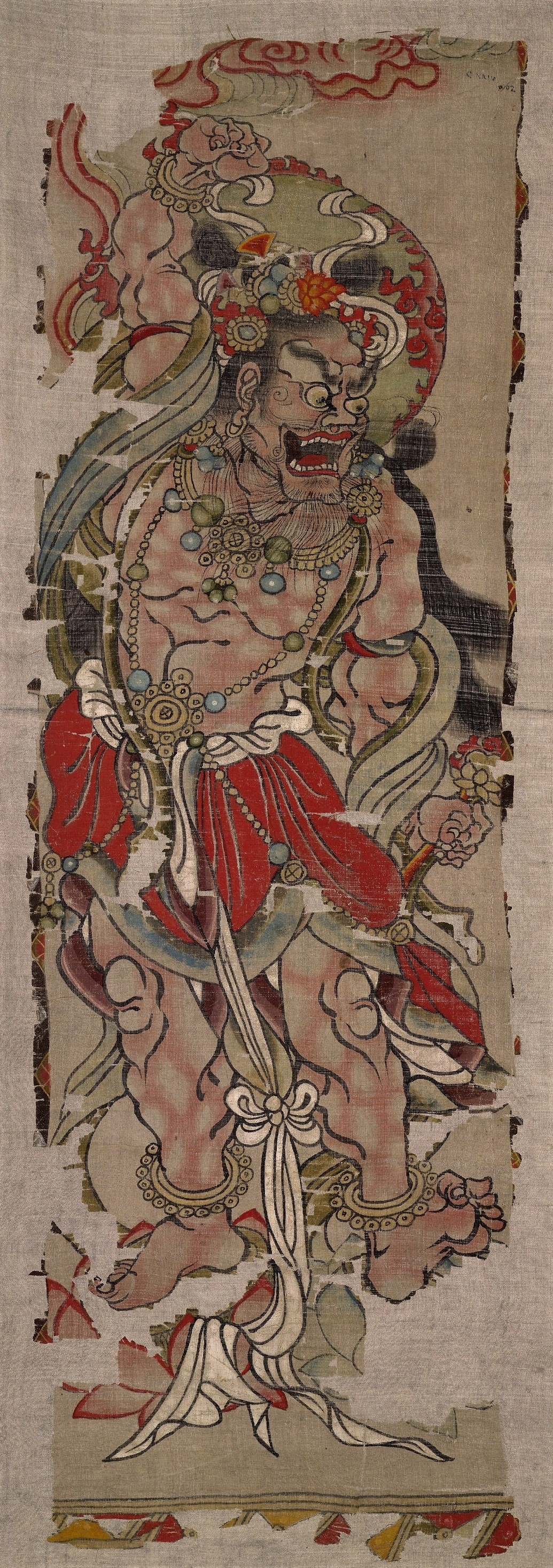
Картина Ваджрапани в Тайной Библиотеке Пещер Могао, Китай. Олицетворение силы и гнева. Конец 9-го века, Династия Тан

На санскрите Ваджрапани называют также «Ваджрасаттва» (वज्रसत्त्व, IAST: vajra-sattva), а на тибетском — Чана Дордже (ཕྱག་ན་རྡོ་རྗེ་; Вайли: phyag na rdo rje).
В Аштасахасрика Ваджрапани как «великий Якша» выступает как защитник бодхисаттв.
В «Сутре золотого блеска» (санскр. सुवर्णप्रभासोत्तमसूत्रेन्द्रराज IAST: suvarṇaprabhāsottamasūtrendrarājaḥ) он называется «Великим генералом якшей».
В текстах Ваджраяны о Ваджрапани говорится как о бодхисаттве, который «проявляет могущество всех Будд», подобно тому как Авалокитешвара проявляет их великое сострадание, Манджушри — их мудрость, а Тара — их чудотворные деяния. Для йогов Ваджраяны Ваджрапани представляет способ преисполнения твёрдой решимости и символизирует неослабевающую эффективность в покорении невежества.
Иконографически его напряжённая поза — это поза воина-лучника (санскр. pratayalidha). Она напоминает позицию «к бою» в фехтовании. В своей вытянутой правой руке он держит ваджру, а в левой — лассо, которым он связывает демонов. Он носит корону из пяти дхьяни-будд, из под которой видны его волосы. У него гневное выражение лица. У него обозначен третий глаз. У него змеиное ожерелье и набедренная повязка из шкуры тигра, чья голова видна у его правого колена.
В Амбаттха Сутте Палийского канона рассказывается об одном примере как Ваджрапани защищал честь Будды. Молодой брамин по имени Амбаттха посетил Будду и оскорбил его, говоря, что клан Шакья, из которого был родом Будда, является жалким и низким и должен преклоняться перед браминами. В ответ Будда спросил брамина, не ведёт ли его семья происхождение от «рабыни Шакья». Амбата продолжил оскорблять Будду, не отвечая на его вопрос. Когда Будда не получил ответа и во второй раз, он предупредил Амбату, что его голова будет разбита на кусочки, если он не ответит и в третий раз. Амбата испугался, увидев Ваджрапани, проявляющегося над головой Будды и готового ударить брамина своей ваджрой, и быстро объяснился.
Каждый бодхисаттва на пути к тому, чтобы стать Буддой, имеет право на защиту Ваджрапани, что делает его непобедимым для любых атак со стороны «как людей, так и призраков».

## Мантра
С Ваджрапани связана мантра IAST: oṃ vajrapāṇi hūṃ phaṭ. Его семенной слог — IAST: hūṃ.

## Покровитель монастыря Шаолинь
В своей книге Монастырь Шаолинь (2008) профессор Меир Шахар упоминает Ваджрапани как святого покровителя монастыря Шаолинь. Короткая история в антологии Тан автора Чжан Чжо (660—741) показывает, насколько Ваджрапани почитался в монастыре как минимум с восьмого столетия. В этой истории рассказывается о монахе Шаолинь Сэнчоу (480—560), который обрёл сверхъестественную силу и стал мастером боевых искусств, молясь Ваджрапани и питаясь сырым мясом. Настоятель монастыря Цзудуань (1115—1167) воздвиг в его честь колонну во время династии Сун.
В Шаолине также считают Ваджрапани проявлением бодхисаттвы Гуаньинь. Китайский учёный А Дэ считает, что причина этого в том, что в Лотосовой сутре сказано, что Гуаньинь (санскр. Авалокитешвара) может принимать вид любого существа, чтобы наилучшим образом способствовать распространению дхармы.

## Иконография

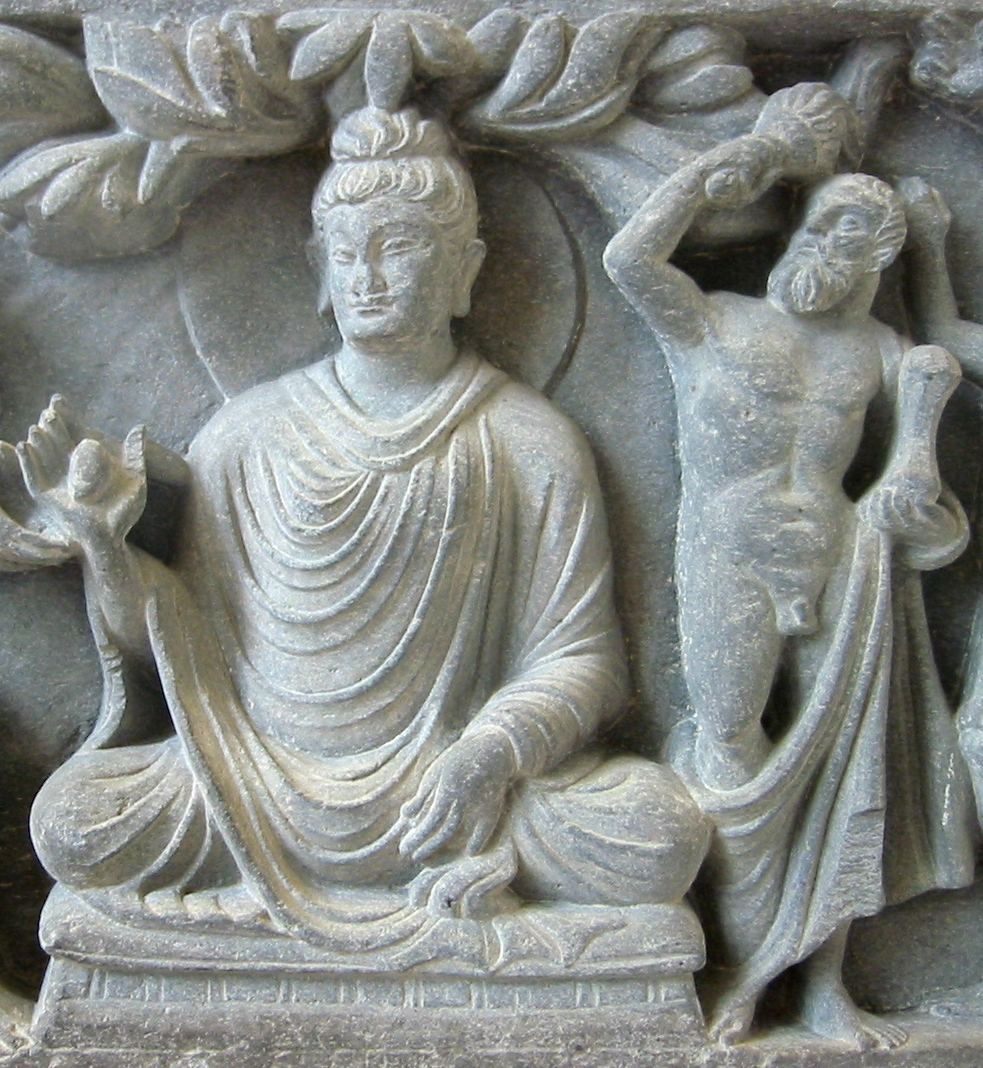
Изображение Ваджрапани, защитника Будды, в образе Геракла (справа), II век н. э. Гандхара, Британский музей

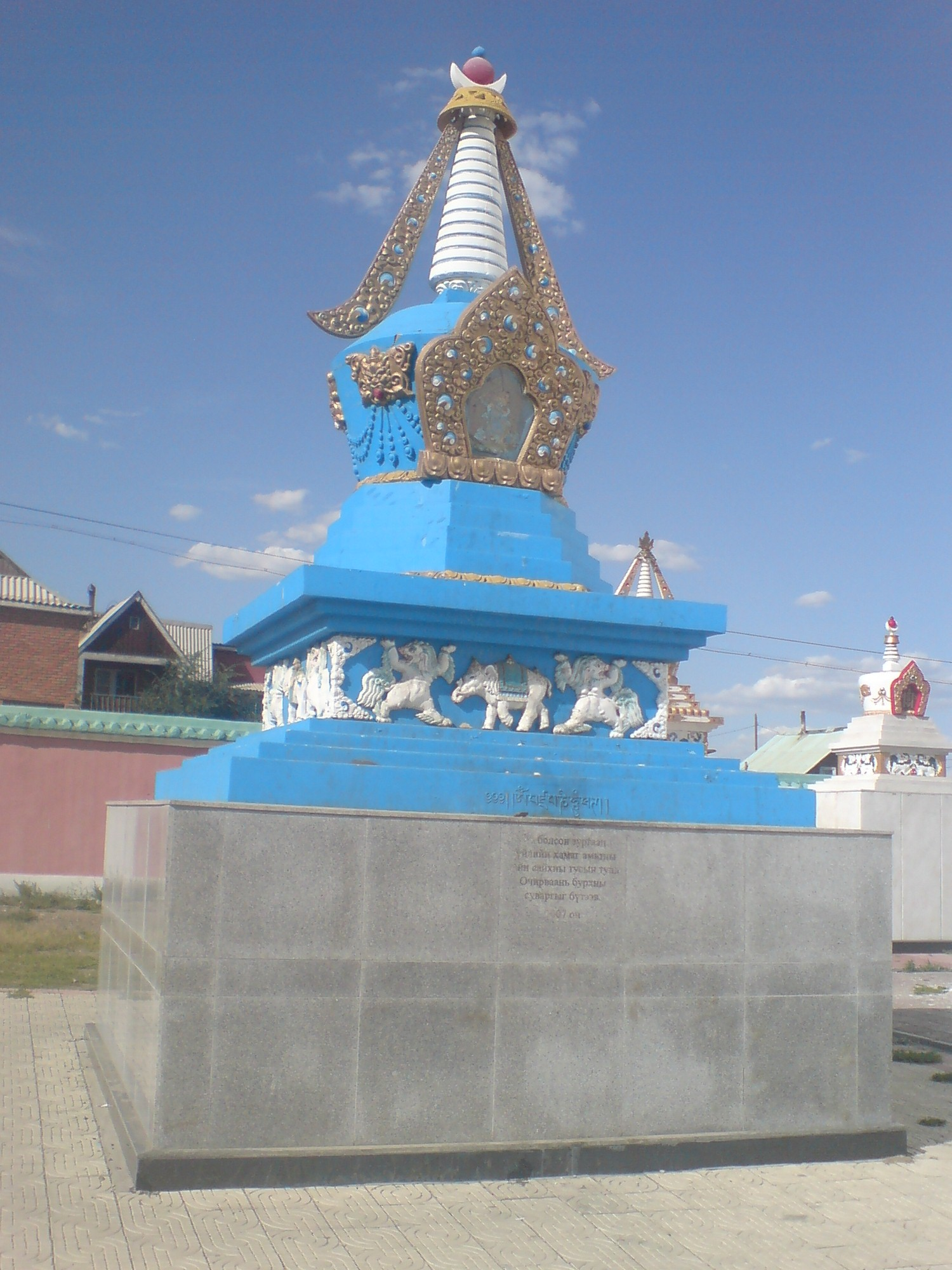
Ступа Ваджрапани в Гандане (Улан-Батор)

Буддхагхоша связал Ваджрапани с богом Индрой, поэтому его первые изображения в Индии были отождествлены с богом грома. Когда буддизм распространился в Центральную Азию и смешался с эллинистическими влияниями, образовав греко-буддизм, то греческий герой Геракл был принят для изображения Ваджрапани. В дальнейшем он обычно изображался мускулистым атлетом с короткой «алмазной» дубинкой в руках.
С VI века буддизм Махаяны распространялся в Корею и Японию (в Китае он известен с первого века). В Японии Ваджрапани известен как Сюконгосин (яп. 執金剛神 сюконго:син, Бог, держащий алмазный жезл) и был вдохновением для нио (яп. 仁王 ни о:, букв. великодушные короли) гневного и мощного божества-охранителя Будды, стоящего сегодня у входа многих буддийских храмов в виде пугающей статуи, похожей на борца.
Некоторые предполагают, что божество Картикея, которое носит титул Сканда, — это тоже проявление Ваджрапани, поскольку они оба держат ваджру как оружие и изображаются в огненном сиянии.

## В бурят-монгольском буддизме
У монгольских народов Ваджрапани известен как Очирвани («жезлоносец»). В Бурятии он считался покровителем военных. Как гневное воплощение Будды он устраняет препятствие на пути к просветлению. Он обыкновенно изображался синим с ваджрой в одной руке и арканом с крюком в другой. У него три глаза, четыре клыка во рту, змея на шее и корона из пяти черепов. На нём накидка из слоновьей кожи и тигриная шкура на бёдрах.
Воплощением Очирвани считался Чингисхан.
Очирвани упоминается в калмыцком эпосе Джангар (2 и 11 песнь), где он служит мерилом сравнения силы богатыря Хонгора.